# 劉賢權
劉賢權（1915年9月27日—1992年6月15日），男，江西吉安人，中华人民共和国政治人物。中共第九届、十届中央委员。

## 生平
1929年加入中国共产党。次年参加中国工农红军，历任干事、政治指导员，卫生队长兼政治指导员，师卫生部政治委员、敌工科干事、民运科长、民运部长兼统战部长。1940年6月，任山东军区冀鲁边军区政治部主任。1942年12月，任晋冀鲁豫西军区决死第三纵队第一军分区司令员。1944年，任渤海军区第三军分区司令员。次年8月，任山东军区警备第六旅旅长。1947年7月，任东北军主联军第一纵队第三师政治委员。1954年海南軍區第一副司令員，1955年被授予少將軍銜。1967年8月至1977年2月任青海省革命委员会主任。1971年3月至1977年2月任中共青海省委第一书记，為中華人民共和國青海事務的第六任領導人，接替楊植霖，專責管理青海地區。1969年出任中央军委委员。1975年4月至1977年12月任济南军区副司令员、军区党委常委（1975年8月起）。1977年12月至1982年6月任济南军区顾问。1988年获二级红星勋章。